# 챈스 퍼도모
챈스 퍼도모(영어: Chance Perdomo, 1996년 10월 19일 ~ 2024년 3월 30일)는 미국 배우이다.
2024년 3월 30일 오토바이 사고로 사망했다.

## 출연 작품
- 헤티 페더 (2017)
- 셰익스피어와 해서웨이: 사립탐정 (2018)
- 내 빚 때문에 살해당했어 (2018)
- 미드소머 머더스 (2018)
- 사브리나의 오싹한 모험 (2018–2020)
- 애프터: 관계의 함정 (2021)
- 애프터 에버 해피 (2022)